# 近藤鶴代
近藤 鶴代（こんどう つるよ、1901年（明治34年）11月16日 - 1970年（昭和45年）8月9日）は、日本の政治家。衆議院議員（4期）、参議院議員（2期）。日本初の女性国会議員となった39人のうちの一人であり、2人目の女性閣僚となった。

## 来歴・人物
岡山県新見市に生まれる。1924年日本女子大学校家政科を卒業後、山陽高等女学校（現山陽学園高等学校）、岡山県第一岡山高等女学校（現岡山県立岡山操山高等学校）等で教諭を務める。家事や作法を教えていた。
戦後の1946年、日本進歩党衆議院議員の長兄小谷節夫が公職追放となり、兄の代わりとして、無所属で衆議院議員選挙に岡山全県区（当時）から立候補し当選、日本初の女性代議士の一人となった。当選後は日本自由党→民主自由党→自由党に所属し、1948年には第2次吉田内閣において外務政務次官に抜擢された。
初当選以来、4期連続当選を果たすも、1953年、1955年の総選挙で相次いで落選。1956年の第4回参議院議員通常選挙に岡山地方区から当選し、中央政界に復帰する。自由民主党では大野伴睦の派閥に所属する。
1962年、第6回参議院議員通常選挙にて再選後、第2次池田第2次改造内閣にて科学技術庁長官兼原子力委員長として入閣。中山マサに次いで2人目の女性閣僚となった。
この人事は、内閣改造により大蔵大臣が大野派の水田三喜男から田中角栄に交替したため、面目を潰された大野をなだめるための起用だったといわれている。大野は当時自民党副総裁で、関係を良好に保つ必要があった。派閥や参院自民党の推薦枠にも入っていなかったため、官邸からの連絡を受けたとき、近藤は議員宿舎で就寝中だった。
1968年、7月の参院選にリウマチのため出馬を断念、政界を引退した。1970年8月9日死去、68歳。死没日をもって勲一等瑞宝章追贈、従七位から従三位に叙される。
公務においても、常に和服で通してきた。また熱心な改憲論者でもあった。